# Emulsión lipídica

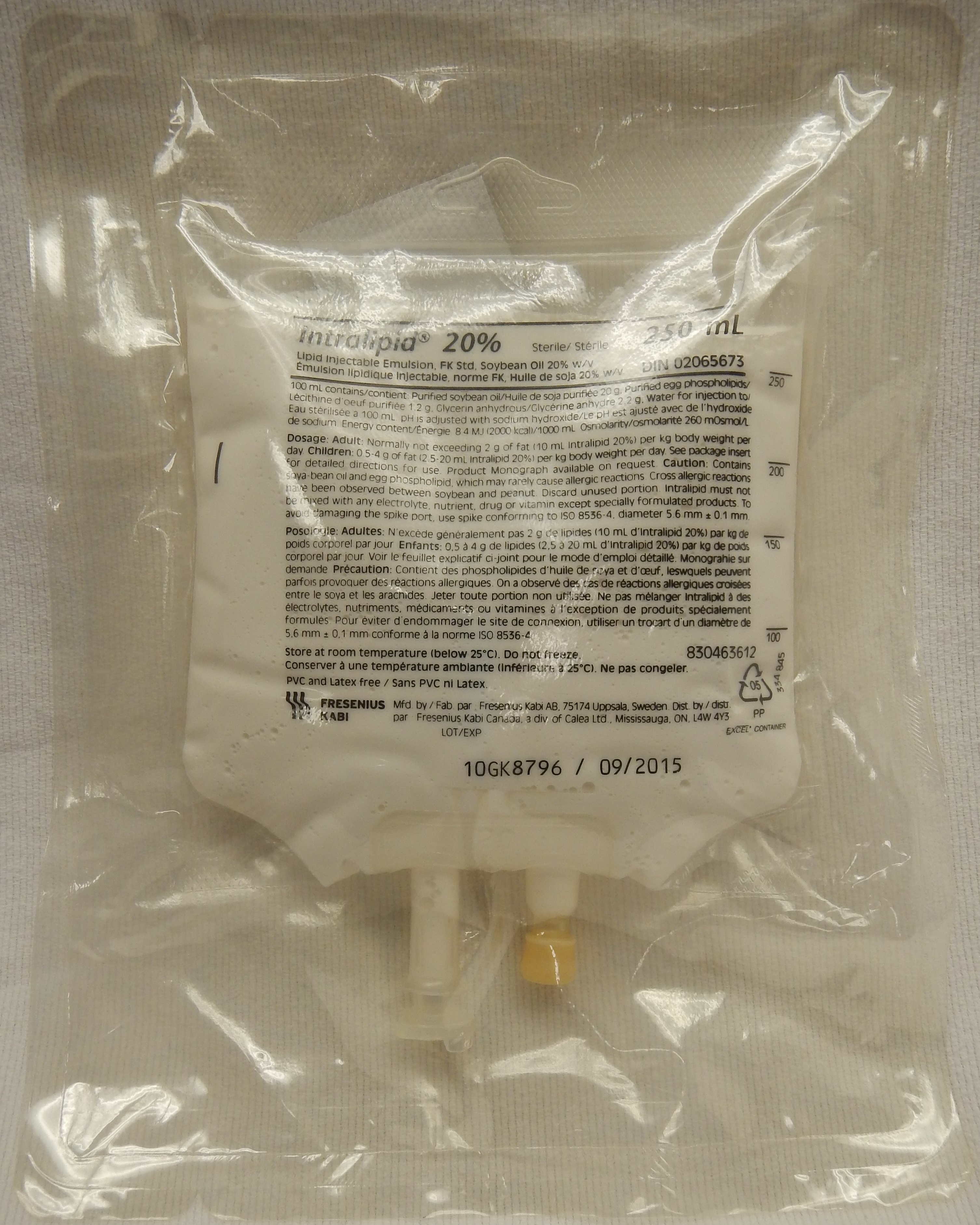
Una emulsión lipídica (intralipid) 20%

La emulsión lipídica o emulsión grasa se refiere a una emulsión de lípidos para uso intravenoso humano. A menudo se le conoce con el nombre de la marca de la versión más utilizada, Intralipid, que es una emulsión de aceite de soja, fosfolípidos de huevo y glicerina, y está disponible en concentraciones de 10%, 20% y 30%. La concentración del 30% no está aprobada para la infusión intravenosa directa, pero debe mezclarse con aminoácidos y dextrosa como parte de una mezcla total de nutrientes. 

## Usos médicos

### Nutrición
Las emulsiones lipídicas intralídicas y otras equilibradas proporcionan ácidos grasos esenciales, ácido linoleico (LA), un ácido graso omega-6, ácido alfa-linolénico (ALA), un ácido graso omega-3. La emulsión se usa como un componente de nutrición intravenosa para personas que no pueden obtener nutrición a través de una dieta oral. 

### Toxicidad anestésica local
Las emulsiones lipídicas son efectivas en el tratamiento de modelos experimentales de cardiotoxicidad severa por sobredosis intravenosa de fármacos anestésicos locales como la bupivacaína.
Han sido efectivos en personas que no responden a los métodos habituales de reanimación. Posteriormente se han utilizado fuera de etiqueta en el tratamiento de sobredosis de otros medicamentos liposolubles.

### Transporte para otros medicamentos
El propofol se disuelve en una emulsión lipídica para uso intravenoso. A veces, el etomidato (el vehículo para el etomidato es propilenglicol) se suministra usando una emulsión lipídica como vehículo. 

## Historia
Las emulsiones lipídicas intravenosas se han utilizado experimentalmente al menos desde el siglo XIX. Un producto comercializado en 1957 bajo el nombre de Lipomul se usó brevemente en los Estados Unidos, pero posteriormente se retiró debido a los efectos secundarios. Intralipid fue inventado por el médico e investigador de nutrición sueco Arvid Wretlind, y fue aprobado para uso clínico en Suecia en 1962. En los Estados Unidos, la Administración de Drogas y Alimentos inicialmente se negó a aprobar el producto debido a la experiencia previa con otra emulsión de grasa. Fue aprobado en los Estados Unidos en 1972.

## Investigación
Intralipid también se usa ampliamente en experimentos ópticos para simular las propiedades de dispersión de los tejidos biológicos. Se pueden preparar soluciones de concentraciones apropiadas de intralipidios que imitan estrechamente la respuesta del tejido humano o animal a la luz a longitudes de onda en los rangos rojo e infrarrojo donde el tejido se dispersa mucho pero tiene un coeficiente de absorción bastante bajo. 

### Agente cardioprotector
Intralipid se está estudiando actualmente para su uso potencial como agente cardioprotector, específicamente como tratamiento para la lesión por reperfusión isquémica. El rápido retorno del suministro de sangre al miocardio es crítico para salvar el corazón isquémico, pero también tiene el potencial de crear lesiones debido al daño oxidativo (a través de especies reactivas de oxígeno) y la sobrecarga de calcio. El daño miocárdico con la reanudación del flujo sanguíneo después de un evento isquémico se denomina "lesión por reperfusión". 
El poro de transición de la permeabilidad mitocondrial (mPTP) normalmente se cierra durante la isquemia, pero la sobrecarga de calcio y el aumento de las especies reactivas de oxígeno (ROS) con reperfusión abren el mPTP permitiendo que los iones de hidrógeno fluyan desde la matriz mitocondrial hacia el citosol. El flujo de hidrógeno altera el potencial de la membrana mitocondrial y produce hinchazón mitocondrial, ruptura de la membrana externa y la liberación de factores proapoptóticos. Estos cambios perjudican la producción de energía mitocondrial e impulsan la apoptosis de miocitos cardíacos. 
Intralipid (5 ml/kg) proporcionado cinco minutos antes de que la reperfusión retrase la apertura del mPTP en modelos de ratas in vivo, lo que lo convierte en un posible agente cardioprotector Lou et al. (2014) encontraron que el aspecto de cardioprotección del Intralipid se inicia por la acumulación de acilcarnitinas en las mitocondrias e implica la inhibición de la cadena de transporte de electrones, un aumento en la producción de ROS durante la reperfusión temprana (3 min) y la activación de la quinasa de rescate por lesión por reperfusión camino (RISK). La acumulación mitocondrial de acilcarnitinas (principalmente palmitoil-carnitina) inhibe la cadena de transporte de electrones en el complejo IV, generando ROS protectoras. Los efectos de ROS son sensibles al "sitio" y al "tiempo", lo que significa que ambos determinarán en última instancia si los ROS son beneficiosos o perjudiciales. Los ROS generados, que se forman a partir de los electrones que se escapan de la cadena de transporte de electrones de las mitocondrias, primero actúan directamente sobre el mPTP para limitar la apertura. Los ROS luego activan las vías de señalización que actúan sobre las mitocondrias para disminuir la apertura de mPTP y mediar en la protección. La activación de la vía de RIESGO por ROS aumenta la fosforilación de otras vías, como las vías de fosfatidilinositol 3-quinasa/Akt y quinasa regulada extracelular (ERK), ambas se encuentran en piscinas localizadas en las mitocondrias. Las vías Akt y ERK convergen para alterar la actividad de la glucógeno sintasa quinasa-3 beta (GSK-3β). Específicamente, Akt y ERK fosforilan GSK-3β, inactivando la enzima e inhibiendo la apertura del mPTP. El mecanismo por el cual GSK-3β inhibe la apertura de la mPTP es controvertido. Nishihara y col. (2007) propusieron que se logra mediante la interacción de GSK-3β con la subunidad ANT de mPTP, inhibiendo la interacción Cyp-D-ANT, lo que resulta en la incapacidad de la mPTP para abrirse.
En un estudio de Rahman et al. (2011) Se encontró que los corazones de ratas tratados con Intralipid requerían más calcio para abrir mPTP durante la isquemia-reperfusión. Por lo tanto, los cardiomiocitos son más capaces de tolerar la sobrecarga de calcio y aumentan el umbral para la apertura de mPTP con la adición de Intralipid.